# Andrzej Rotwand
Andrzej Leon Rotwand (ur. 2 kwietnia 1878 w Warszawie, zm. 1 kwietnia 1951 tamże) – polski inżynier, bankowiec, przemysłowiec, kolekcjoner.

## Życiorys
Syn Stanisława i Marii z Wawelbergów. W 1897 ukończył gimnazjum w Warszawie, zaś w 1904 Instytut Inżynierów Komunikacji w Petersburgu. Od 1904 pracował w bankowości w Petersburgu. Później prawdopodobnie pracował przy eksploatacji linii kolejowej warszawsko-kaliskiej. Został wprowadzony przez ojca do Banku Zachodniego S.A. i przedsiębiorstw należących do rodziny, przejmował stopniowo od ojca kierownicze funkcje w tych firmach. Od 1910 był zastępcą członka Rady Zarządzającej Towarzystwa Przemysłowego Zakładów Mechanicznych „Lilpop, Rau i Loewenstein” SA. Od 1915 był członkiem Rady i prezesem Zarządu Banku Zachodniego SA.
Po śmierci ojca w 1916 został członkiem Rady Zarządzającej „Lilpop, Rau i Loewenstein” SA, a w okresie międzywojennym jej prezesem. W czasie I wojny światowej był skarbnikiem Polskiego Komitetu Pomocy Sanitarnej.
Po odzyskaniu niepodległości  był również członkiem dyrekcji Warszawskiego Towarzystwa Ubezpieczeń i Towarzystwa Ubezpieczeń „Przezorność”. Był członkiem zarządów cukrowni „Cielce” w powiecie tureckim, „Krasiniec” w powiecie przasnyskim, „Czersk” k. Warszawy i „Młodzieszyn Fabryczny” k. Sochaczewa.
W 1927 wyjechał do USA, gdzie prowadził zakończone sukcesem pertraktacje z Andrew Mellonem w sprawie kredytu dla Zakładów „Lilpop, Rau i Loewenstein”. W 1936 był współinicjatorem podpisania przez Zakłady Lilpopa z General Motors International na licencyjną produkcję, montaż i sprzedaż na terenie Polski samochodów osobowych i ciężarowych. Umowa gwarantowała spółce wyłączność na sprzedaż i prawo produkcji w Polsce samochodów o następujących markach: Opel, Buick, Chevrolet, Buick-Limuzyna, samochody dostawcze typu Chevrolet oraz oparte na podwoziach tej firmy autobusy i samochody ciężarowe. W latach 1937–1939 montowano w fabryce „Lilpopa” w Warszawie następujące modele samochodów: Buick 41 i 90, Chevrolet Master, Chevrolet Imperial i Sedan Taxi, Opel P4, Opel Kadett i Olimpia, samochody dostawcze Chevrolet 112, ciężarowe Chevrolet 121, 131, 157 oraz podwozia autobusowe Chevrolet 183. W konsekwencji tej umowy firma „Lilpop, Rau i Loewenstein” rozpoczęła budowę fabryki samochodów w Lublinie, przerwaną przez agresję III Rzeszy na Polskę.
W latach 1934–1936 wchodził w skład Rady Banku Polskiego SA w Warszawie; należał do Rady Giełdy Pieniężnej w Warszawie, był członkiem Rady Naczelnej (1927–1931) i członkiem Zarządu (1932–1939)  Związku Banków w Polsce. Był też członkiem Rady (1927–1929), a następnie członkiem prezydium Rady (1930–1931) Centralnego Związku Polskiego Przemysłu, Górnictwa, Handlu i Finansów („Lewiatana”).
Był człowiekiem bardzo zamożnym, właścicielem wielu akcji wymienionych wyżej przedsiębiorstw i towarzystw oraz kilku warszawskich nieruchomości. Przejął po ojcu obowiązki społeczne, zwłaszcza opiekę nad przekazaną państwu polskiemu w 1919 przez fundatorów Państwową Szkołą Budowy Maszyn i Elektrotechniki im. H. Wawelberga i S. Rotwanda.
W maju 1928 miał ciężki wypadek samochodowy, w którym zginęli jego przyjaciele Józef i Antonina Balińscy. Utworzył fundację ich imienia, dzięki której powstała średnia szkoła zawodowa w Reginowie w pow. baranowickim, prowadzona przez salezjanów. Pozostałą część funduszu przekazano na wykończenie prowadzonej przez nazaretanki  szkoły żeńskiej w Nowogródku.
W latach 1934–1939 był przewodniczącym komisji finansowej Komitetu Budowy Muzeum Przemysłu i Techniki w Warszawie. Członek Stowarzyszenia Ekonomistów Polskich. Pisał artykuły dotyczące problemów bankowości.
W czasie okupacji niemieckiej od jesieni 1940 ukrywał się pod Warszawą pod przybranym nazwiskiem Lewandowski.  Powstanie warszawskie spędził w Śródmieściu, został wraz z ludnością cywilną wywieziony do Charsznicy k. Miechowa. Przebywał później w Krakowie, Chabówce, po marcu 1945 w Poznaniu. W czerwcu 1945 wrócił do Warszawy.
Zajmował się sprawami Zakładów „Lilpop, Rau i Loewenstein”, pełniąc nadal funkcję prezesa Rady Nadzorczej i czyniąc bezskuteczne starania o reprywatyzację zakładów, które po rozpoczęciu okupacji niemieckiej zostały skonfiskowane na potrzeby gospodarki wojennej III Rzeszy, w styczniu 1940 włączone do koncernu Hermann Göring Werke, zaś po styczniu 1945 przejęte w zarząd przez władze komunistyczne. W kwietniu 1944 roku przedsiębiorstwo zatrudniało ok. 2 tys. pracowników. W sierpniu 1944 roku, w czasie powstania warszawskiego, Niemcy wywieźli do Rzeszy wszystkie maszyny, urządzenia, dokumenty firmy oraz pracowników. Po zakończeniu walk w Warszawie w październiku 1944 roku specjalne oddziały niemieckie (Vernichtungskommando) zniszczyły hale fabryczne zakładów wysadzając je w powietrze (ocalało jedynie kilka budynków biurowych). Zabudowania fabryczne zostały zniszczone w 100%, wartość straconego mienia wyniosła 384,7 milionów złotych przedwojennych (według wartości z roku 1939).
Posiadał znakomity zbiór malarstwa polskiego, liczący ok. 150 płócien, w tym „Trąbki” Aleksandra Gierymskiego, „Chmielnicki pod Lwowem” Jana Matejki, obrazy Józefa Brandta, po pięć płócien Józefa Chełmońskiego i Jacka Malczewskiego, kilkanaście prac Juliana Fałata i in. Część zbiorów została zrabowana przez Niemców w czasie wojny, część po wojnie sprzedana, bądź darowana Muzeum Narodowemu w Warszawie.
Pochowany został na cmentarzu Powązkowskim (kwatera 111-3-28).
Jego żoną od 23 kwietnia 1932 była Maria ze Skarbek-Kruszewskich (1905–2007), plastyczka. Małżeństwo pozostało bezdzietne.

## Ordery i odznaczenia
- Złoty Krzyż Zasługi (9 listopada 1932)[4]